# Guerre entre Esen-bouqa et Ayurbarwada Buyantu Khan
Division de l'Empire mongol
Batailles
Guerre civile toluid - Guerre entre Qaïdu et Kubilai - Guerre entre Berké et Houlagou Khan - Guerre entre Esen-bouqa et Ayurbarwada Buyantu Khan

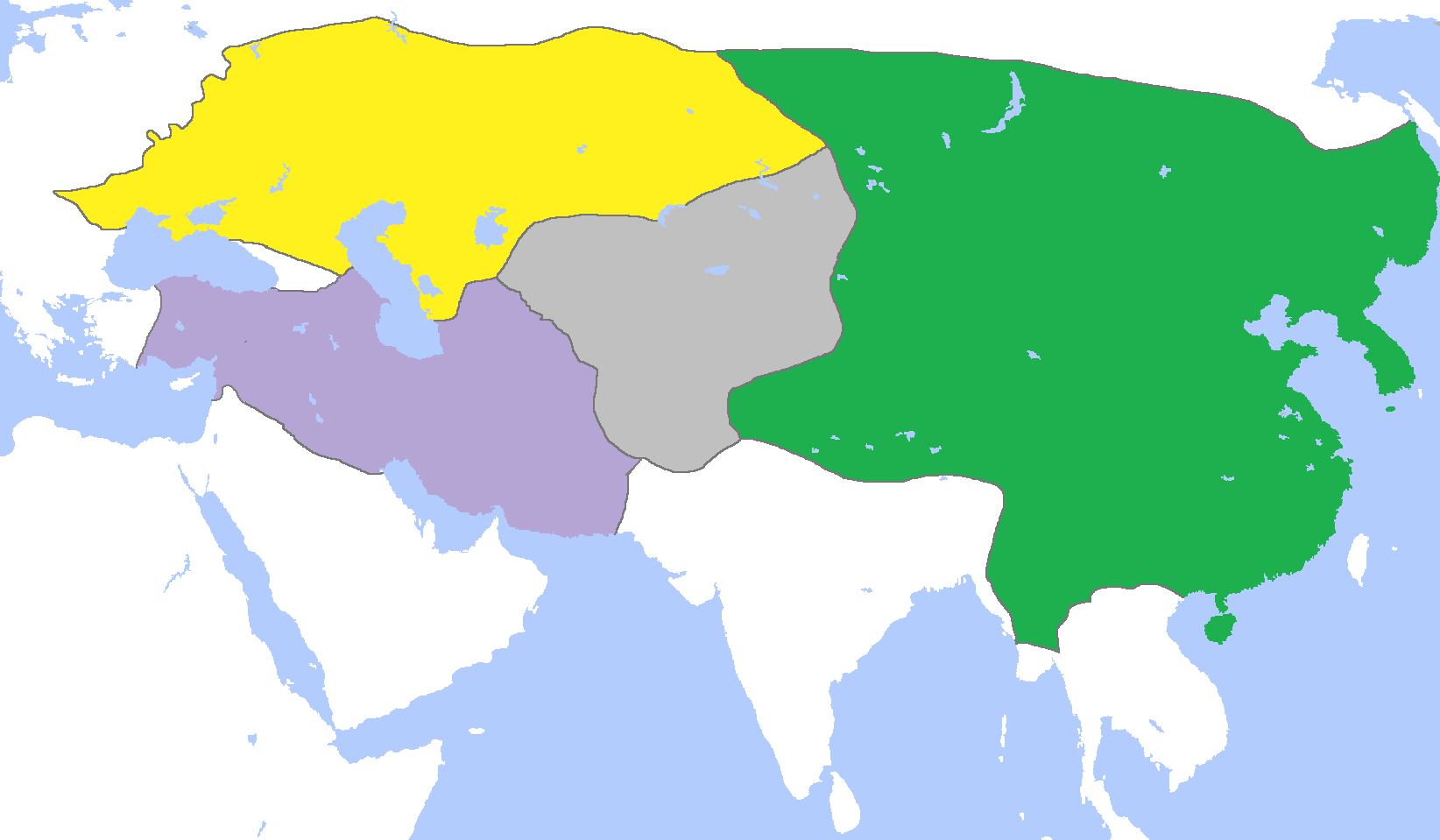
L'Empire mongol divisé en 4 Khanats, vers 1300. Le territoire de la Dynastie Yuan est en vert, celui de la Horde d'or en jaune, celui du Khanat de Djaghataï en gris et celui de l'Ilkhanat en mauve.

La guerre entre Esen-bouqa et Ayurbarwada Buyantu Khan est un conflit qui oppose le Khanat de Djaghataï, dirigé par Esen-bouqa à l'alliance de la Chine de la dynastie Yuan, dirigée par Ayurbarwada Buyantu Khan et de l'Ilkhanat dirigé par Oldjaïtou. La guerre prend fin avec la victoire de l'alliance Yuan-Ilkhanat, mais la paix ne revient réellement dans la région qu'après la mort d'Esen-bouqa en 1318. 

## Situation avant le début du conflit
Avant le début de la guerre, Ayurbarwarda, l'empereur dirigeant la dynastie Yuan, entretient des relations amicales avec Oldjaïtou, le souverain de l'Ilkhanat. En ce qui concerne les relations avec le Khanat de Djaghataï, la situation est plus compliquée. En effet, cela fait longtemps que des troupes Yuan sont installées en garnison à l'est du Khanat. À l'origine, il s'agissait pour les empereurs Yuan de s'assurer de la soumission de Chapar Khan, mais depuis la défaite de ce dernier en 1310, ces soldats sont perçus comme une menace pour l'État djaghataÏde. Afin de résoudre la pénurie de pâturages à laquelle il fait face, Esen-bouqa, le dirigeant du Khanat de Djaghataï, envoie en 1312 des émissaires pour tenter de négocier avec Tughaji Jinsank, le commandant de la garnison frontalière Yuan. Au début, Esen veut tenter de les convaincre de modifier leurs positions, afin qu'il ait accès à plus de pâturages. Toutefois, les négociations tournent mal et les relations entre les deux parties se tendent. Esen-bouqa envoie alors des tribus à Ayurbarwada en 1312 et 1313, mais les tentatives de la cour impériale Yuan pour restreindre le commerce entre les deux États continuent d'alimenter les tensions entre les Khanats. C'est alors qu'Abishqa, l'émissaire qu'Ayurbarwada envoie à la cour de l'Ilkhanat, profite de sa traversée de l'Asie centrale pour révéler à un commandant Chaghadayid qu'une alliance a été conclue entre la dynastie Yuan et l'Ilkhanat et que les forces alliées se mobilisent pour attaquer le khanat de Djaghataï. Esen-bouqa donne l'ordre d'exécuter d'Abishqa et décide d'attaquer la dynastie Yuan à cause de cette série d'événements, rompant ainsi la paix que son père Douwa avait négociée avec la Chine en 1304.
Au même moment, le musulman Özbeg Khan monte sur le trône de la Horde d'Or en 1312. Il proscrit le bouddhisme et le chamanisme parmi les Mongols vivant en Russie, bloquant ainsi la propagation de la culture Yuan. Lors du choix du nouveau Khan, les envoyés de la dynastie Yuan semblent avoir soutenu le fils de Toqta, un candidat rival, contre Özbeg. Esen-bouqa tente alors de profiter de la situation et essaye de s'allier avec Özbeg Khan contre les Yuan et l'Ilkhanat, mais sans succès.

## La guerre
Dès le début du conflit, Esen perd l'effet de surprise, lorsque l'un de ses officiels fait défection au profit de Tughaji et lui révèle le plan du Khan. Tughaji réagit en retirant ses troupes au-delà de l'Irtych, avant d'infliger une défaite aux troupes d'Esen-bouqa au printemps 1314. L'ampleur de sa défaite est telle qu'Esen cherche à faire la paix, affirmant à la cour impériale Yuan que c'est Tughaji qui avait décidé d'attaquer en premier. Chunqur, un fils de Tughaji, réussit à convaincre le khan de Djaghataï qu'aucune des troupes des Yuan, à part Tughaji, ne marcherait contre lui s'il attaquait à nouveau. Cependant, Tughaji réussit à empêcher à nouveau les troupes d'Esen-bouqa de remporter la victoire. Profondément énervé par le comportement de d'Esen-bouqua, l'empereur Ayurbarwada donne alors l'ordre à toutes les garnisons d'envahir le royaume Djaghatai. La ville d'Hami est conquise peu après.
Après son double échec, Esen-bouqa envoie un message à Özbeg Khan en 1315, pour l'avertir qu'Ayurbarwada compte le remplacer par un autre membre de la Maison Jochi. Cet avertissement n'a jamais été corroboré par aucune preuve et Özbeg, écoutant en cela la suggestion d'un de ses vizirs, refuse d'aider Esen.
Pour tenter de compenser certaines de ses pertes, Esen-bouqa envoie une grande armée commandée par son frère Kebek attaquer le Khorasan, une de provinces de l'Ilkhanat, peu après 1315. Avant cette attaque, l'Ilkhan Oldjaïtou avait chassé les Qara'unas de Dawud Khoja, le fils de Qutlugh Khwaja, d'Afghanistan. L'invasion de l'Ilkhanat est d'abord un succès, Kebek et Yasa'ur infligeant une défaite à l'armée d'Oldjaïtou sur les rives de la rivière Murgab avant de marcher jusqu'à Hérat. Mais la situation tourne au vinaigre lorsque l'armée apprend que les troupes du Yuan, commandées par Chongur, un général d'origine Kipchak, se sont emparées de Talas et des pâturages d'Issyk Kül. Un grand nombre de soldats de Kebek sont originaires de cette région et leurs familles y vivaient toujours. Déjà fatigués par cette longue campagne, ces soldats désertent en masse et retournent chez eux. La défection de Khutughtu, un prétendant au trône du Yuan, au profit d'Esen-bouqa n'a guère contribué à améliorer la situation. C'est à cette époque qu'Yasa'ur fait défection au profit d'Öljeitü et s'engage dans une bataille avec les troupes de Kebek. L'armée yuan finit par écraser la résistance d'Esen Buqa et piller ses quartiers d'hiver sur les rives du lac Issyk Kul, ainsi que sa résidence d'été de Talas. Le coup de grâce vient lorsque le prince Tore Temür déserte pour rejoindre la dynastie Yuan.

## Conséquences
Ce n'est qu'après la mort d'Esen Buqa en 1318 que son frère et successeur Kebek a normalisé la situation avec le Yuan et l'Ilkhanat. Il entretient des relations pacifiques avec la Chine des Yuan malgré le rétablissement de l'autorité nominale d'Ayurbarwada sur Turfan. Cette nouvelle politique de détente a permis à la paix de prospérer à nouveau dans la région.